# Antigua Puerta de Hierros de Albacete
La Antigua Puerta de Hierros de Albacete es una réplica de la Puerta de Hierros original que presidió el Recinto Ferial de Albacete entre 1783 y 1974 situada en la ciudad española de Albacete.
Es una de las entradas al ferial y de sus portadas más emblemáticas. Está situada frente a la puerta grande de la plaza de toros de Albacete entre la calle Feria y el parque de los Jardinillos a caballo entre la plaza de toros y el paseo de la Feria, dos de los escenarios principales de la Feria de Albacete.
Se trata de una réplica de la puerta de hierros original que había en el Recinto Ferial antes de ser sustituida por la Puerta de Hierros actual. La Puerta de Hierros original fue construida en 1783 y destruida en 1974. De estilo neoclásico, destaca la portada central con el escudo de la ciudad, el pórtico y las columnas. Fue inaugurada el 7 de septiembre de 2010 con motivo de la celebración del tercer centenario de la confirmación de la Feria de Albacete.
Tuvo un coste de 100 000 € y fue obra del servicio de arquitectura de la Diputación de Albacete y de los artesanos Lauren García y José Enrique Melero. La idea de la reconstrucción de la antigua puerta que forma parte de la historia de la ciudad fue del historiador Luis Guillermo García-Saúco Beléndez.